# مدرسه جامع جدید

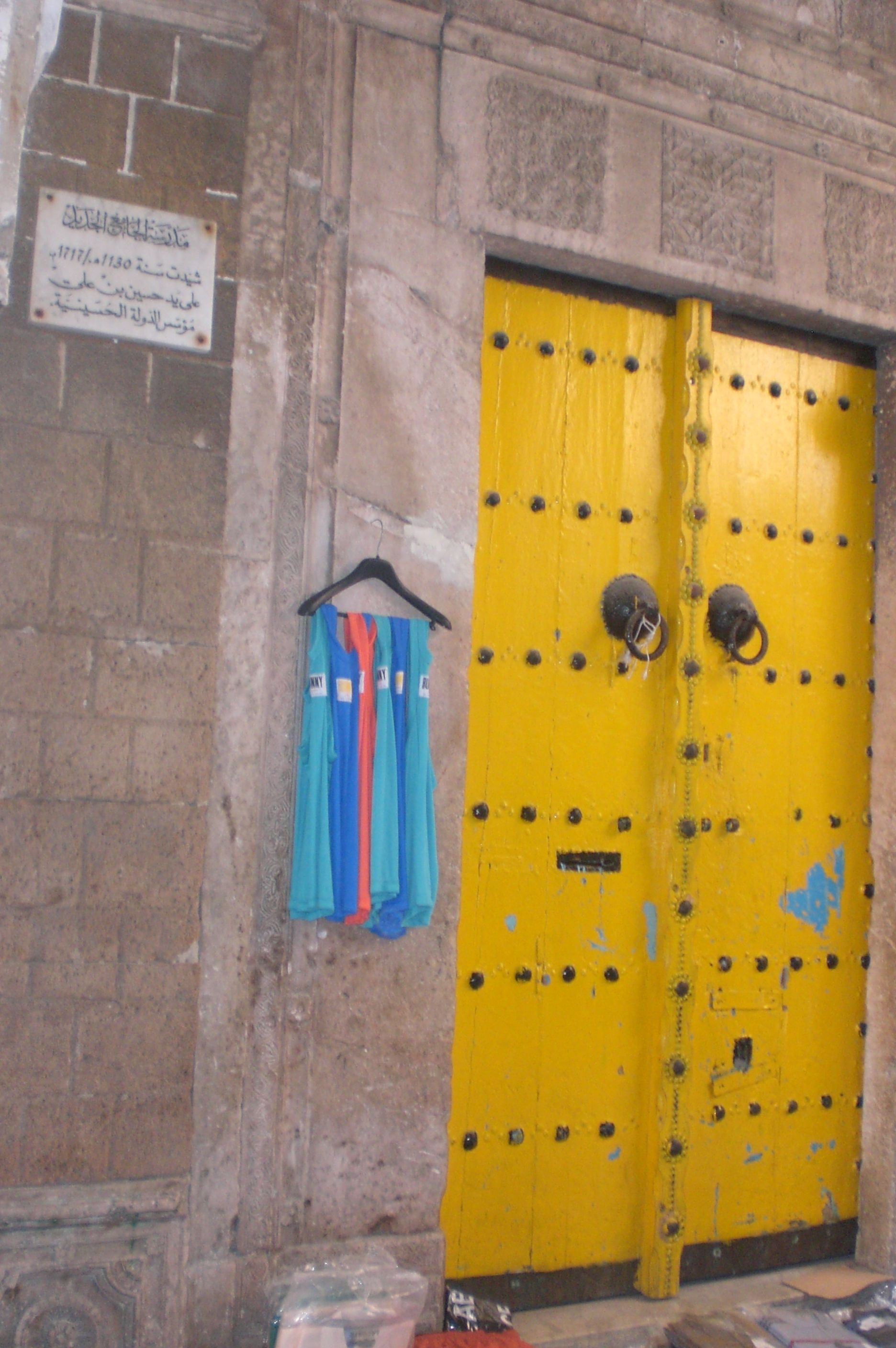
درب مدرسه

مدرسه جامع جدید (عربی: مدرسة الجامع الجديد) یکی از مدارس شهر تونس است که در دوره عثمانی ساخته شده‌است و یکی از آثار تاریخی این شهر باستانی است که به گفته مورخیان یکی از آثار تاریخی در ۱۹۲۲ است.

## موقعیت
جامع جدید در شهر قدیمی تونس قرار دارد و بخشی از یک مجتمع معماری است. این تنها مدرسه‌ای است که حیاط مسجد را اشغال می‌کند و از سایر مساجد و مدارس مجاور متمایز می‌شوند. این مدرسه شامل ۱۵ اتاق برای دانش‌آموزان است و در عین حال طبقه بالا از مدرسه یوسفیه تشکیل شده‌است.

## تأسیس
جامع جدید یکی از چهار مدرسه تأسیس شده در زمان حسین بن علی است. مدارس دیگر مدارس النخلا، الحسینیه بزرگ و الحسینیه کوچک هستند. مدرسه جامع جدید در ۱۷۱۷ تأسیس شد و نام جامع جدید بر آن گذاشته شد در آن جامع جدید یک انبار انگور خشک شده وجود داشت. از جمله اولین معلمان این مدرسه، احمد برناز (۱۶۶۴–۱۷۲۶) بود.

## پایگاه دانش‌آموزان
دانش‌آموزان زیتونیون در طول قرن بیستم، مبارزاتی داشتند، که شاید برجسته‌ترین آن تظاهرات ۱۵ مارس ۱۹۵۴ باشد، جامع جدید یکی از این پایگاه‌ها بود که هماهنگی این تظاهرات در آن انجام شد. توده دانش‌آموزان از این جامع به سمت مسجد زیتون برای ملحق شدن به سایر تظاهرکنندگان رفتند که نیروهای فرانسوی به آنها تیراندازی کردندکه باعث کشته شدن دو دانش‌آموز و زخمی شدن ده‌ها تن و دستگیری چندین تن دیگر شد، مدرسه جدید زخمی‌ها را در خودش جای داد.

## نقش و جایگاه
مدرسه جامع جدید با مدارس دیگر تونس در تحول آموزشی درقالب یک مدرسه همانگونه که بنیانگذار آن در اوایل نیمه اول قرن هجدهم بدنبال آن بود نقش مشترکی داشت. تا دربرگیرنده تعدادی دانشجو برای دانشگاه زیتونیه نیز باشد. بنحوی که در سال ۱۹۳۰ تعداد ۴۴ دانشجو را تحت پوشش آموزشی قرار می‌داد ولی به دلیل مشکلاتی که با آن مواجه شد اکنون فقط تعداد ۲۰ دانشجو را تحت پوشش قرار می‌دهد.

## نگارخانه

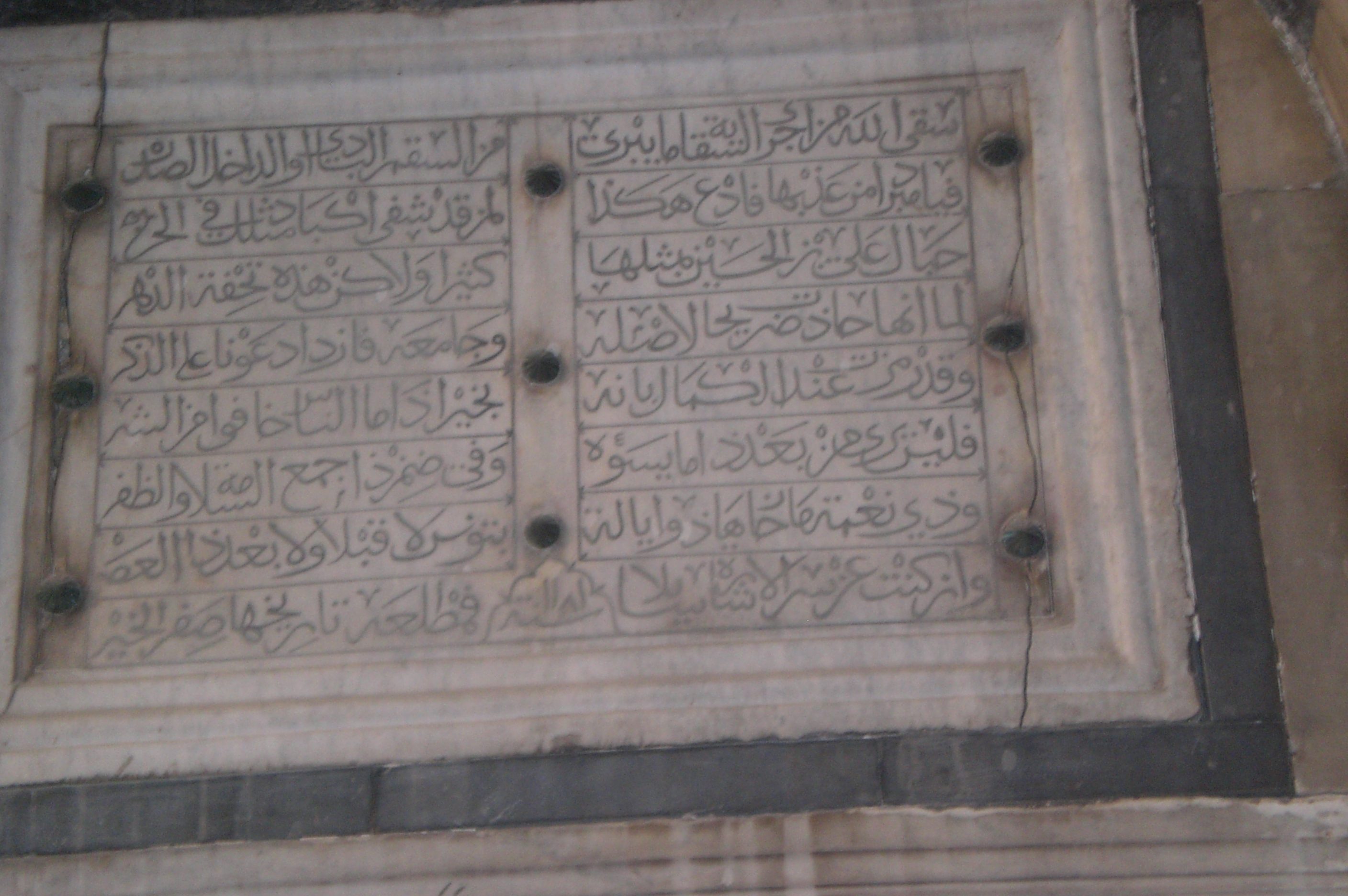
کتیبه روی درب ورودی
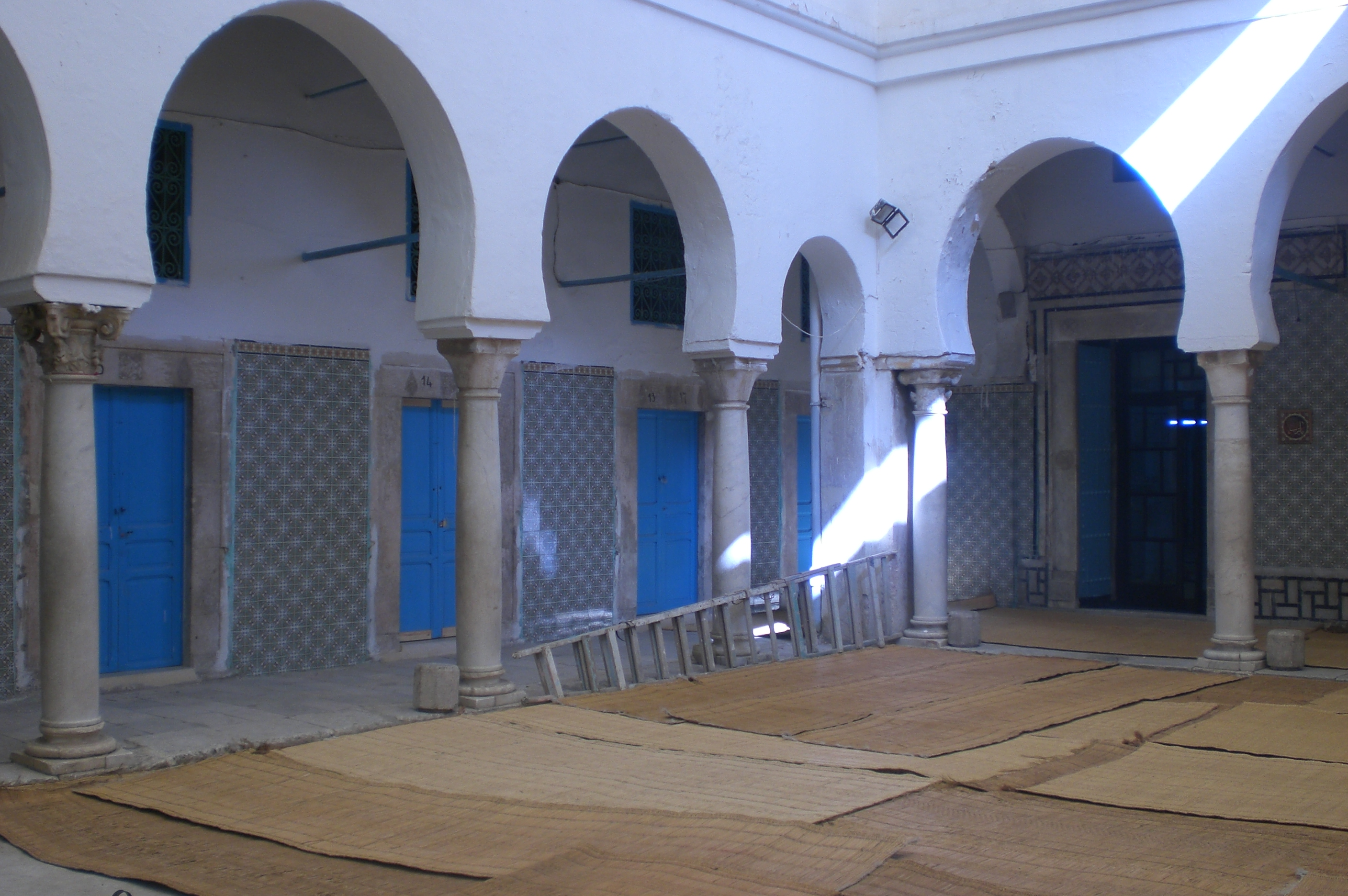
حیاط مدرسه
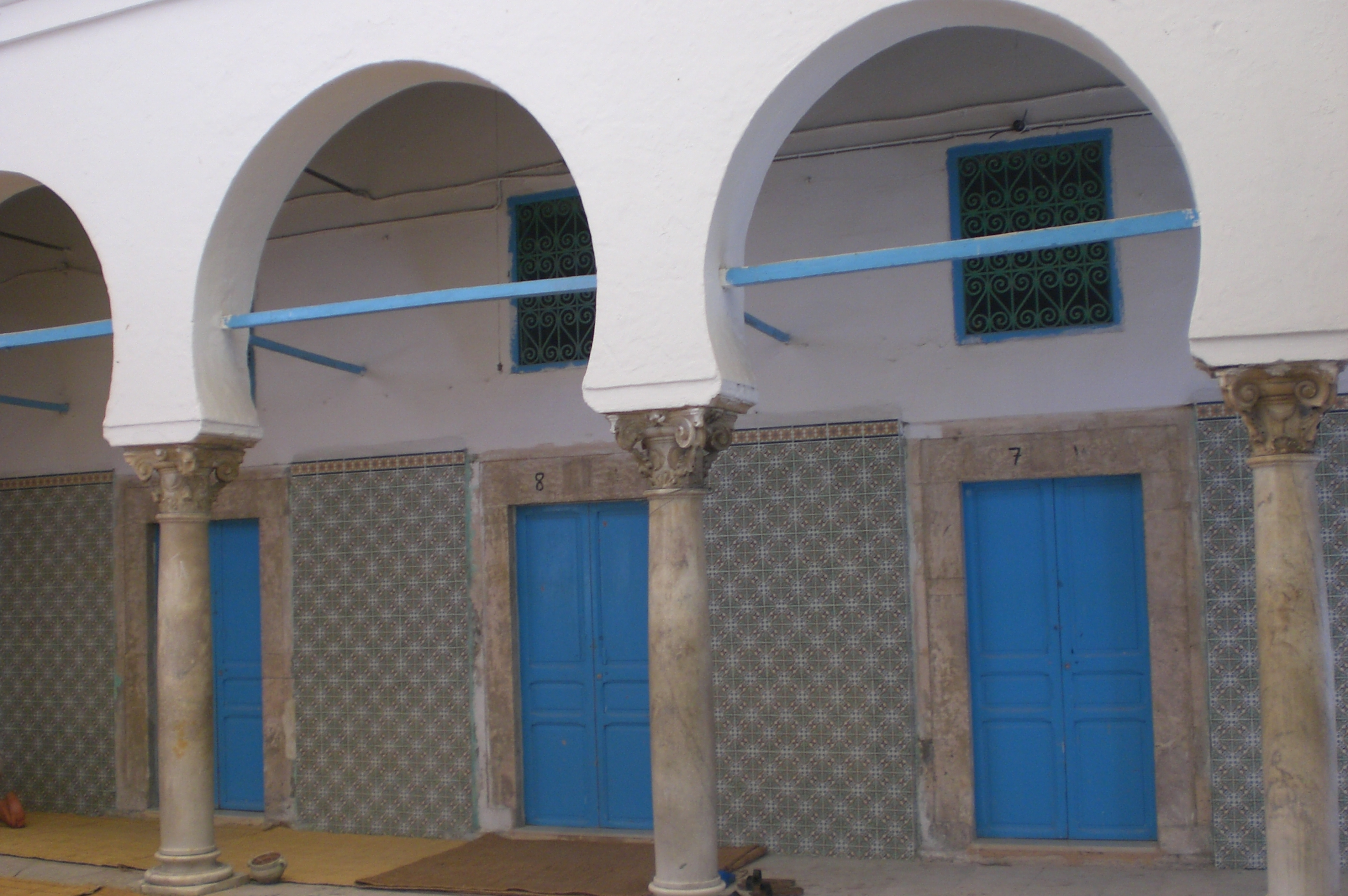
درب اتاق